# Bíblia Morgan

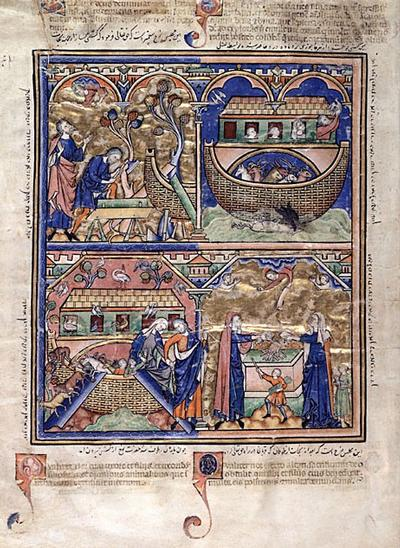
Página da bíblia

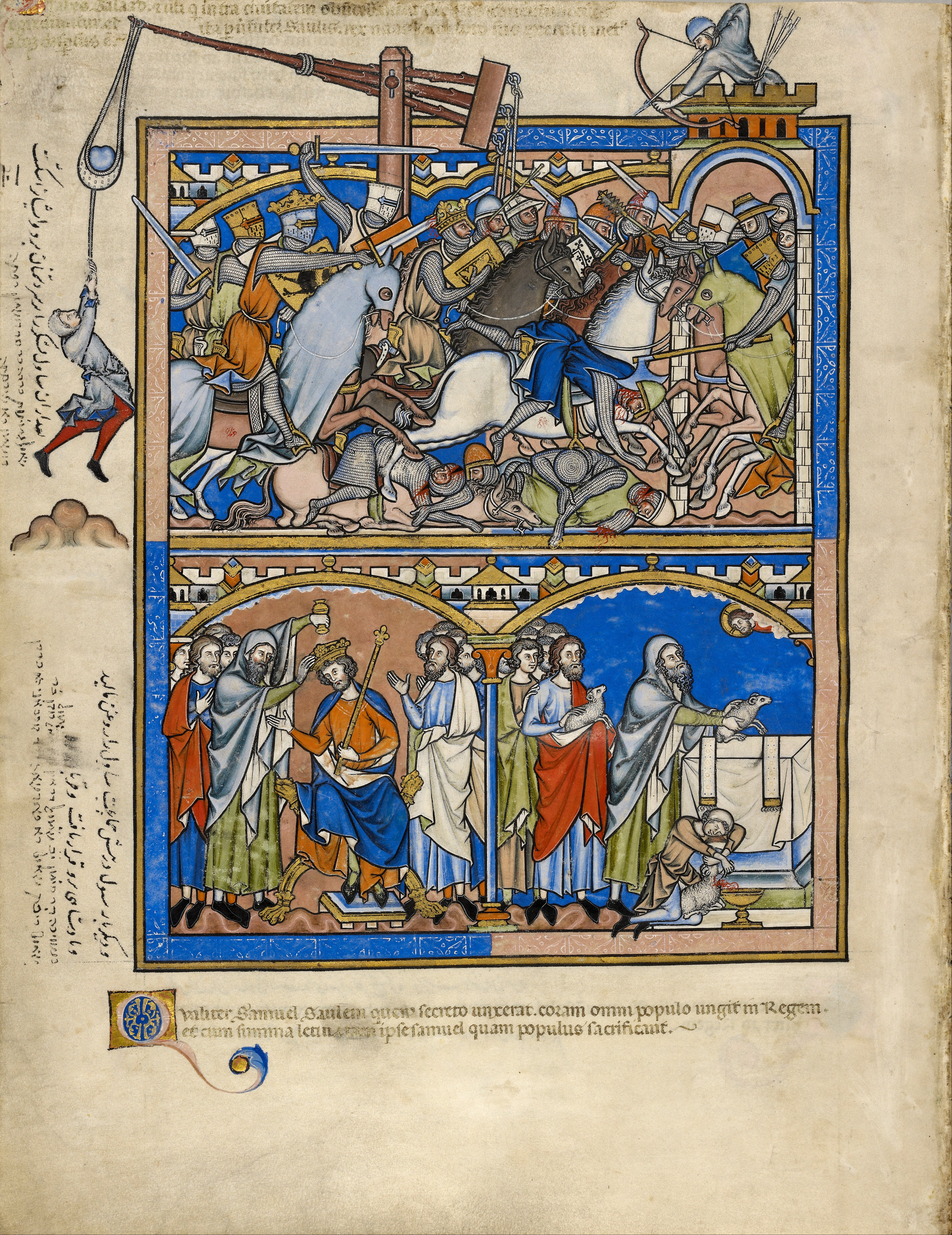
Página da bíblia

A Bíblia Morgan é um manuscrito ricamente iluminado, preservado na Biblioteca Pierpont Morgan, em Nova Iorque, sob o número Ms M. 638. É conhecida também por várias outras denominações: Bíblia Maciejowski, Bíblia de Luís IX, Bíblia dos Cruzados e Livro dos Reis.

## Histórico
Geralmente se acredita que este manuscrito foi produzido em Paris por ordem de Luís IX da França em torno de 1240, mas esta é uma questão que não está livre de controvérsia. Estudos de Allison Stones e François Avril, entre outros, indicam uma data mais provável 1250 e uma localização de origem ao norte da França, enquanto que outros sugerem até uma possível confecção inglesa.
Originalmente continha apenas as ilustrações, mas por volta de 1300 passou para a corte de Nápoles, onde foram inseridas descrições de cada cena em latim, com iniciais belamente caligrafadas e um estilo de escrita requintado. Localizada em Cracóvia no século XVII, em 1608 ela foi oferecida ao Xá da Pérsia Abbas I pelo cardeal Bernard Maciejowski, como parte de uma tentativa do papa Clemente VIII de conquistar a Pérsia para o Cristianismo. Abbas ordenou o acréscimo de descrições das imagens em persa, e mais tarde outras mãos deixaram mais anotações em vários idiomas. No início do século XIX foi vedida no Egito e adquirida por Giovanni d'Anasthasi, que pouco tempo depois a vendeu para a empresa Payne & Foss. Cerca de 35 anos mais tarde ela passou à propriedade de Sir Thomas Phillips, que a vendeu para John Pierpont Morgan, passando à sua fundação, a quem pertence agora. No século XX a Bíblia Morgan foi reproduzida em fac-símile diversas vezes, variando seu conteúdo para satisfazer necessidades editoriais.

## Conteúdo
A Bíblia Morgan é basicamente uma coleção de ilustrações legendadas, e não um texto ilustrado. Contém imagens para a narração da Criação do mundo que consta no Gênesis até a história de David e Absalão, no segundo Livro de Samuel. Seus 46 fólios contêm 283 cenas, pintadas em ambos os lados dos fólios, acrescidas de descrições e anotações em latim, hebreu, árabe, hebreu-persa e persa. Embora tratem da história antiga, os personagens são retratados de acordo com a moda medieval, constituindo ao mesmo tempo que uma obra prima da pintura gótica, um painel detalhado e inestimável da vida na época de sua confecção. Dois de seus fólios estão depositados na Biblioteca Nacional da França (MS nouv. acq. lat. 2294) e outro no Museu Jean Paul Getty, em Los Angeles (MS 16).

## O estilo
Os autores das ilustrações são desconhecidos, mas sua maestria é inconteste. Sucederam em criar uma progressão narrativa contínua e eficiente apenas com recursos visuais, estruturada em grandes áreas subdivididas em módulos menores retangulares, definidos por molduras arquiteturais muitas vezes rompidas por figuras que continuam sua ação nas margens, no módulo seguinte e mesmo em páginas contíguas, criando um grande senso de unidade narrativa e dinamismo visual.
Esta aparência era uma novidade para os manuscritos iluminados da época, que usualmente empregavam ilustrações menores espalhadas entre o texto, enfocando momentos pontuais independentes entre si, sem maiores conexões narrativas, ao passo que o efeito das imagens na Bíblia Morgan é fluente e maravilhosamente orgânico, com estilo direto e sem sutilezas e dubiedades psicológicas, numa interpretação visual bastante livre do significado dos textos sagrados onde se basearam. Os fundos são em geral planos, sem gradações tonais, o que realça o movimento das figuras.
As inscrições latinas posteriores possuem um senso decorativo refinado que respeita a composição geral e não prejudica o efeito das imagens, às vezes adaptando o texto original da Bíblia para não discordar da cena ilustrada, e tendo assim o caráter de comentário. Infelizmente o mesmo não ocorre com os acréscimos em persa, que possuem uma caligrafia nitidamente inferior e se espalham desorganizadamente em torno das figuras, mas que evidenciam uma preocupação maior dos persas com o significado literal e menos com a visualidade pura. Não são traduções exatas do latim, mas adaptações ao modo de pensar islâmico a respeito de Deus e seus atos e intervenções junto aos homens. As adições em hebreu-persa seguem esta mesma linha de interesse centrado no texto. A presença de uma iconografia incomum de Deus e os diversos comentários textuais que deslizam facilmente para longe da ortodoxia tornam a sobrevivência deste esplêndido manuscrito um caso misteriosamente afortunado para nós contemporâneos, atravessando os longos séculos que se seguiram, muitas vezes tumultuados por disputas e perseguições anti-heréticas.